# Mısır Çarşısı

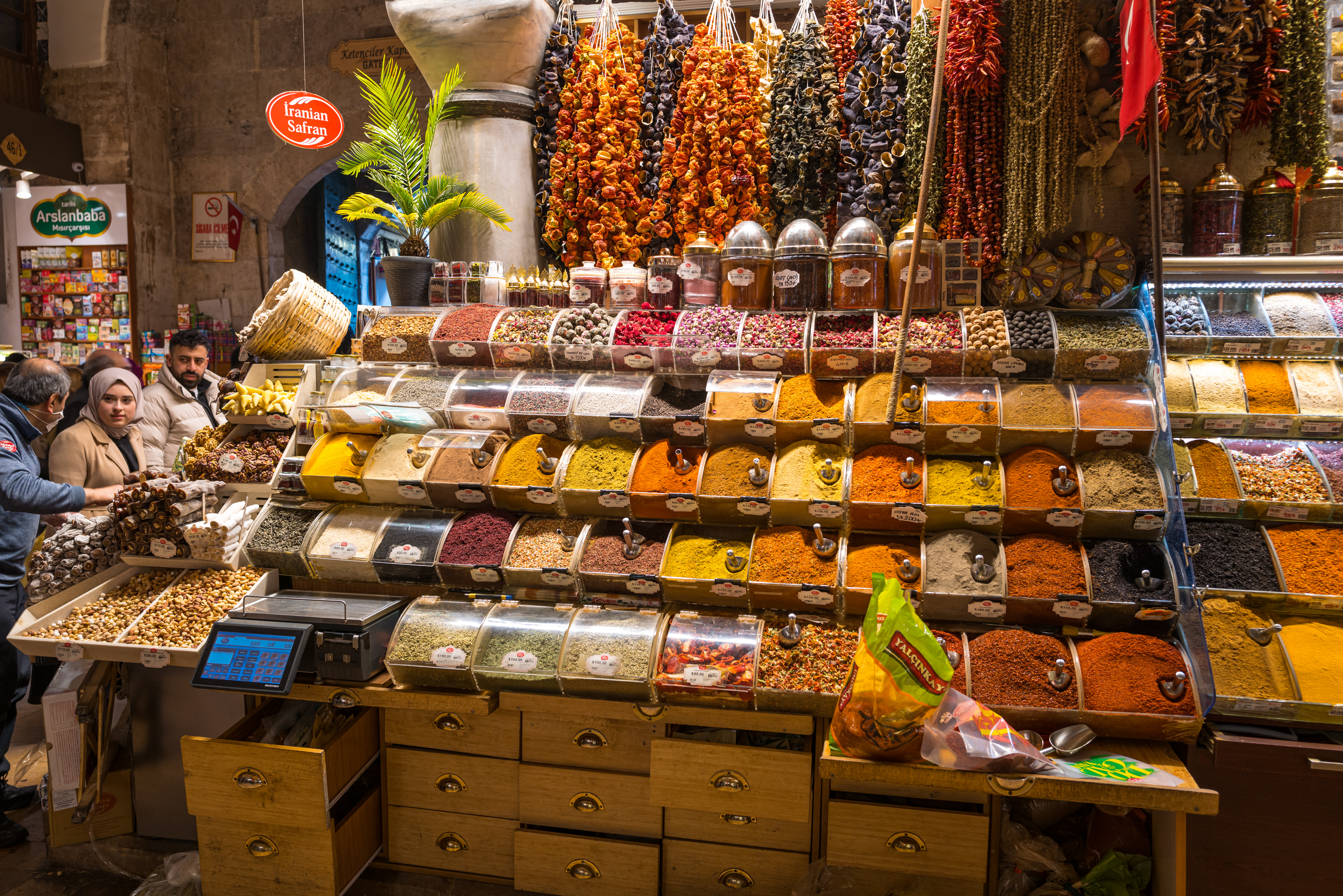
Auf Touristen ausgerichtetes Gewürzangebot

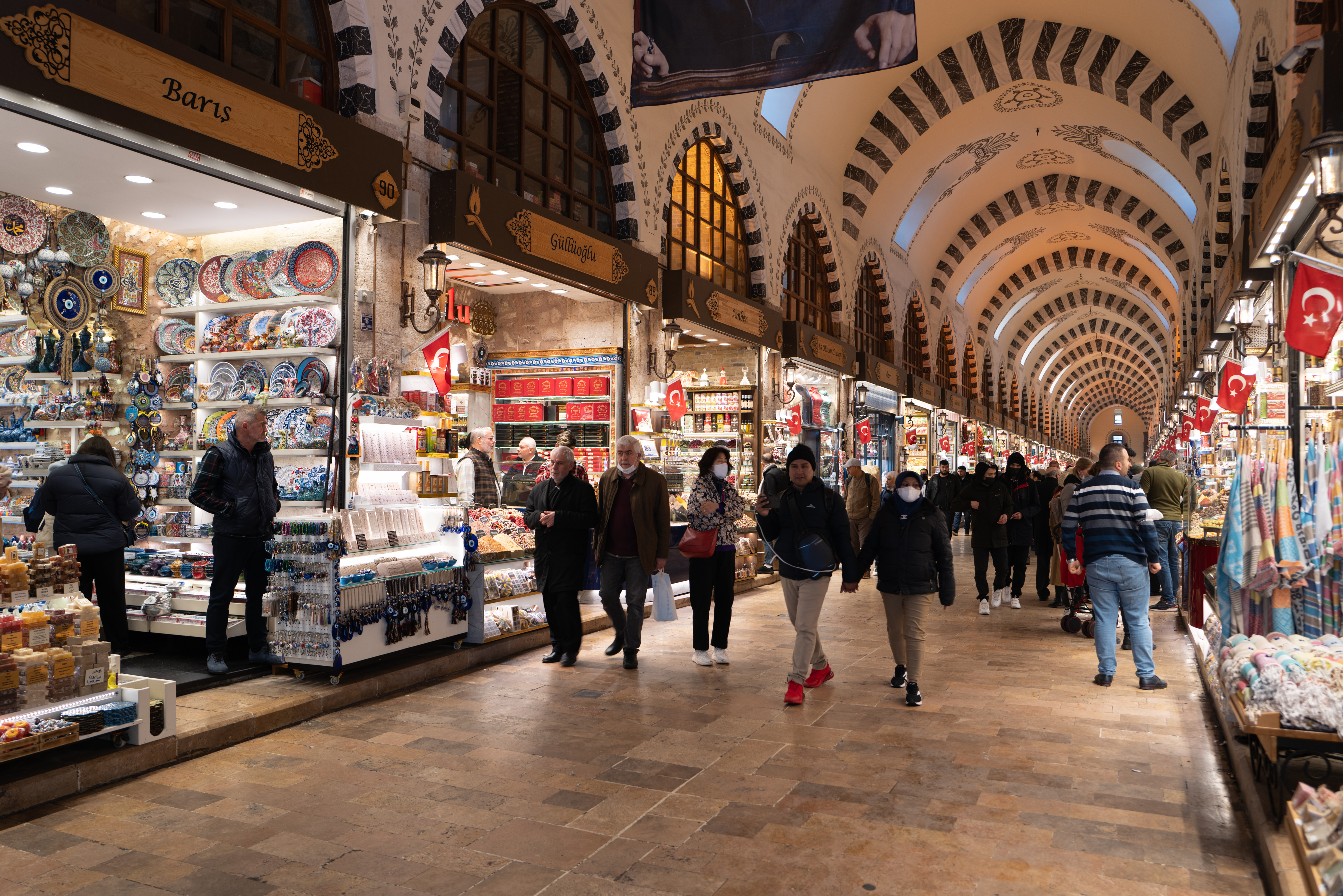
Blick in den Hauptgang des Basars

Der Mısır Çarşısı („Ägyptenbasar“, auch als Ägyptischer Basar und Gewürzbasar bekannt) ist ein überdachter Basar im Istanbuler Stadtteil Eminönü in der Nähe der Galatabrücke und der Neuen Moschee.
Der Grundriss ist L-förmig, im Inneren liegen beiderseits der Basarstraße etwa 100 Geschäfte, die nur noch zum Teil nach Branchen sortiert sind. Heute werden neben Gewürzen auch Textilwaren, Elektronikartikel, Zeitungen und anderes angeboten. Die Hauptbranchen sind Lebensmittel- und Textilhandel. Über dem Haupteingang an der Galata-Brücke befindet sich ein traditionsreiches Restaurant. Vermietet werden die Geschäftsräume von der Istanbuler Stadtverwaltung.
Durch Zugänge von mehreren Seiten dient der Mısır Çarşısı auch als Verbindungsweg zwischen den zahlreichen Marktständen für Gemüse, Fleisch und Fisch, Haushaltswaren, Haustiere und Bekleidung, die ihn umgeben. Dieses offene Basarviertel erstreckt sich bergauf bis zum Kapalı Çarşı, dem sogenannten „Großen Basar“.

## Geschichte
Schon vor der osmanischen Eroberung Konstantinopels (1453), im byzantinischen Mittelalter, war das ganze umliegende Viertel Quartier für Händler aus den italienischen Seerepubliken (Venezianer, Pisaner, Genuesen und von Ancona und von Ragusa); das heutige Hasircilar caddesi war die Verkaufsstraße der Venezianer. In der Nähe, im jüdischen Viertel vor dem „jüdischen Tor“, lebten und verkauften auch jüdische Händler.
Friedrich Schrader beschreibt in seinem Aufsatz „Missir Tscharschi – Bei den Gewürzhändlern“ aus dem Jahr 1917 den Zustand des Gewürzbasars am Ende der Osmanischen Zeit, als sich die Menschen dort nicht nur mit Gewürzen zum Kochen, sondern auch mit allerlei traditionellen Heil- und Badekräutern eindeckten.

## Explosion
1998 ereignete sich in dem Basar eine Explosion, bei der sieben Menschen tödlich verletzt wurden, darunter mehrere Kinder. Die türkische Regierung ging von einem Bombenanschlag der PKK aus und erhob mehrfach Anklage gegen Pınar Selek, die im Januar 2013 in Abwesenheit zu lebenslanger Haft verurteilt wurde. Bis heute ist aber unter gerichtlich bestellten Gutachtern umstritten, ob es sich bei der Explosion in dem Basar überhaupt um die Detonation einer Bombe handelte oder um einen Unfall mit einem Gasbehälter. Nach dem Vorfall wurden vor dem Eingang des Basars vorübergehend die Sicherheitskontrollen verschärft.